# تيسون والتر
تيسون والتر (بالإنجليزية: Tyson Walter)‏ هو لاعب كرة قدم أمريكية أمريكي، ولد في 17 مارس 1978 في Bainbridge (CDP), Ohio ‏ في الولايات المتحدة.

## وصلات خارجية
- تيسون والتر على موقع مرجع كرة القدم المحترفة.كوم (الإنجليزية)